# Cleora cancer
Cleora cancer är en fjärilsart som beskrevs av Fletcher 1967. Cleora cancer ingår i släktet Cleora och familjen mätare. Inga underarter finns listade i Catalogue of Life.